# Hammelwarden
Hammelwarden ist als Bauerschaft ein Stadtteil von Brake im Landkreis Wesermarsch.

## Geschichte
Hammelwarden wurde im Jahr 1063 als Teil des Lienebroks von König Heinrich IV. an Erzbischof Adalbert von Bremen geschenkt. Es war Sumpf- und Inselland. Die erste namentliche Datierung fällt auf das Jahr 1139. Um diese Zeit sollen dort etwa 50 Bauern gelebt haben, die im Besitz des Bremer Klosters St. Paul und des Bremer Domstifts waren. Diese Höfe gingen wahrscheinlich nach einem Deichbruch im 15. Jahrhundert verloren.
Die Ortschaft entwickelte sich im 19. Jahrhundert als Werftstandort.

## Demographie
| Jahr | Einwohner |
| ---- | --------- |
| 1662 | 1691      |
| 1923 | 1515      |
| 1905 | 2976      |
| 2006 | 3159      |